# 選抜高等学校野球大会 (愛知県勢)
選抜高等学校野球大会（せんばつこうとうがっこうやきゅうたいかい）における愛知県勢の成績について記す。

## 大会結果

### 選抜中等学校野球大会
| 開催年 （大会）       | 選出校                    | 試合結果 | 試合結果                     | 成績     |
| --------------------- | ------------------------- | -------- | ---------------------------- | -------- |
| 1924年 （第1回大会）  | 愛知一中 （初出場）       | 1回戦    | ○ 16 - 3 立命館中            | ベスト4  |
| 1924年 （第1回大会）  | 愛知一中 （初出場）       | 準決勝   | ● 1 - 7 高松商               | ベスト4  |
| 1925年 （第2回大会）  | 愛知一中 （2年連続2回目） | 1回戦    | ○ 11 - 2 島根商              | ベスト4  |
| 1925年 （第2回大会）  | 愛知一中 （2年連続2回目） | 準々決勝 | ○ 3x - 2 鹿児島一中          | ベスト4  |
| 1925年 （第2回大会）  | 愛知一中 （2年連続2回目） | 準決勝   | ● 1 - 3 高松商               | ベスト4  |
| 1926年 （第3回大会）  | 愛知一中 （3年連続3回目） | 1回戦    | ● 0 - 4 熊本商               | 初戦敗退 |
| 1928年 （第5回大会）  | 愛知商 （初出場）         | 1回戦    | ○ 10 - 3 鹿児島商            | ベスト8  |
| 1928年 （第5回大会）  | 愛知商 （初出場）         | 準々決勝 | ● 0 - 2 高松商               | ベスト8  |
| 1929年 （第6回大会）  | 愛知一中 （3年ぶり4回目） | 1回戦    | ○ 4 - 1 広島商               | ベスト4  |
| 1929年 （第6回大会）  | 愛知一中 （3年ぶり4回目） | 準々決勝 | ○ 5 - 2 高松商               | ベスト4  |
| 1929年 （第6回大会）  | 愛知一中 （3年ぶり4回目） | 準決勝   | ● 8 - 9x 広陵中              | ベスト4  |
| 1929年 （第6回大会）  | 愛知商 （2年連続2回目）   | 1回戦    | ○ 5 - 1 和歌山中             | ベスト8  |
| 1929年 （第6回大会）  | 愛知商 （2年連続2回目）   | 準々決勝 | ● 1 - 4 第一神港商           | ベスト8  |
| 1930年 （第7回大会）  | 一宮中 （初出場）         | 1回戦    | ● 0 - 2 第一神港商           | 初戦敗退 |
| 1930年 （第7回大会）  | 愛知商 （3年連続3回目）   | 1回戦    | ● 1 - 2 甲陽中               | 初戦敗退 |
| 1931年 （第8回大会）  | 中京商 （初出場）         | 2回戦    | ○ 11 - 0 川越中              | 準優勝   |
| 1931年 （第8回大会）  | 中京商 （初出場）         | 準々決勝 | ○ 3 - 0 第一神港商           | 準優勝   |
| 1931年 （第8回大会）  | 中京商 （初出場）         | 準決勝   | ○ 3 - 0 和歌山中             | 準優勝   |
| 1931年 （第8回大会）  | 中京商 （初出場）         | 決勝     | ● 0 - 2 広島商               | 準優勝   |
| 1931年 （第8回大会）  | 愛知商 （4年連続4回目）   | 1回戦    | ● 0 - 1 八尾中               | 初戦敗退 |
| 1932年 （第9回大会）  | 中京商 （2年連続2回目）   | 1回戦    | ○ 3 - 1 平安中               | ベスト4  |
| 1932年 （第9回大会）  | 中京商 （2年連続2回目）   | 2回戦    | ○ 3x - 2 坂出商 （延長10回） | ベスト4  |
| 1932年 （第9回大会）  | 中京商 （2年連続2回目）   | 準々決勝 | ○ 8 - 0 長野商               | ベスト4  |
| 1932年 （第9回大会）  | 中京商 （2年連続2回目）   | 準決勝   | ● 2 - 3 松山商 （延長10回）  | ベスト4  |
| 1933年 （第10回大会） | 中京商 （3年連続3回目）   | 1回戦    | ○ 3 - 0 島田商               | ベスト4  |
| 1933年 （第10回大会） | 中京商 （3年連続3回目）   | 2回戦    | ○ 1x - 0 興国商 （延長13回） | ベスト4  |
| 1933年 （第10回大会） | 中京商 （3年連続3回目）   | 準々決勝 | ○ 3 - 1 享栄商               | ベスト4  |
| 1933年 （第10回大会） | 中京商 （3年連続3回目）   | 準決勝   | ● 0 - 1 明石中               | ベスト4  |
| 1933年 （第10回大会） | 享栄商 （初出場）         | 1回戦    | ○ 2 - 1 松本商               | ベスト8  |
| 1933年 （第10回大会） | 享栄商 （初出場）         | 2回戦    | ○ 11 - 0 高松商              | ベスト8  |
| 1933年 （第10回大会） | 享栄商 （初出場）         | 準々決勝 | ● 1 - 3 中京商               | ベスト8  |
| 1933年 （第10回大会） | 一宮中 （3年ぶり2回目）   | 1回戦    | ○ 3 - 0 松山商               | 2回戦    |
| 1933年 （第10回大会） | 一宮中 （3年ぶり2回目）   | 2回戦    | ● 1 - 2 広島商               | 2回戦    |
| 1934年 （第11回大会） | 中京商 （4年連続4回目）   | 1回戦    | ○ 10 - 2 坂出商              | 2回戦    |
| 1934年 （第11回大会） | 中京商 （4年連続4回目）   | 2回戦    | ● 3 - 4 浪華商               | 2回戦    |
| 1934年 （第11回大会） | 享栄商 （2年連続2回目）   | 1回戦    | ○ 7 - 0 静岡商               | ベスト8  |
| 1934年 （第11回大会） | 享栄商 （2年連続2回目）   | 2回戦    | ○ 5 - 3 徳山商 （延長19回）  | ベスト8  |
| 1934年 （第11回大会） | 享栄商 （2年連続2回目）   | 準々決勝 | ○ 10 - 1 和歌山中            | ベスト8  |
| 1934年 （第11回大会） | 享栄商 （2年連続2回目）   | 準決勝   | ● 2 - 4 浪華商               | ベスト8  |
| 1934年 （第11回大会） | 東邦商 （初出場）         | 2回戦    | ○ 3 - 0 京都一商             | 優勝     |
| 1934年 （第11回大会） | 東邦商 （初出場）         | 準々決勝 | ○ 6 - 3 明石中               | 優勝     |
| 1934年 （第11回大会） | 東邦商 （初出場）         | 準決勝   | ○ 5 - 2 海南中               | 優勝     |
| 1934年 （第11回大会） | 東邦商 （初出場）         | 決勝     | ○ 2x - 1 浪華商              | 優勝     |
| 1935年 （第12回大会） | 中京商 （5年連続5回目）   | 2回戦    | ○ 5 - 1 育英商               | ベスト8  |
| 1935年 （第12回大会） | 中京商 （5年連続5回目）   | 準々決勝 | ● 3 - 7 広陵中               | ベスト8  |
| 1935年 （第12回大会） | 愛知商 （4年ぶり5回目）   | 1回戦    | ○ 5 - 4 関西学院中           | ベスト4  |
| 1935年 （第12回大会） | 愛知商 （4年ぶり5回目）   | 2回戦    | ○ 5 - 3 下関商               | ベスト4  |
| 1935年 （第12回大会） | 愛知商 （4年ぶり5回目）   | 準々決勝 | ○ 1 - 0 松山商               | ベスト4  |
| 1935年 （第12回大会） | 愛知商 （4年ぶり5回目）   | 準決勝   | ● 2 - 3x 岐阜商              | ベスト4  |
| 1935年 （第12回大会） | 東邦商 （2年連続2回目）   | 1回戦    | ○ 7 - 3 小倉工               | ベスト4  |
| 1935年 （第12回大会） | 東邦商 （2年連続2回目）   | 2回戦    | ○ 6 - 1 大分商               | ベスト4  |
| 1935年 （第12回大会） | 東邦商 （2年連続2回目）   | 準々決勝 | ○ 7 - 4 浦和中               | ベスト4  |
| 1935年 （第12回大会） | 東邦商 （2年連続2回目）   | 準決勝   | ● 1 - 5 広陵中               | ベスト4  |
| 1936年 （第13回大会） | 享栄商 （2年ぶり3回目）   | 2回戦    | ● 0 - 1 育英商               | 初戦敗退 |
| 1936年 （第13回大会） | 愛知商 （2年連続6回目）   | 2回戦    | ○ 4 - 1 呉港中               | 優勝     |
| 1936年 （第13回大会） | 愛知商 （2年連続6回目）   | 準々決勝 | ○ 7 - 0 滝川中               | 優勝     |
| 1936年 （第13回大会） | 愛知商 （2年連続6回目）   | 準決勝   | ○ 6 - 3 平安中               | 優勝     |
| 1936年 （第13回大会） | 愛知商 （2年連続6回目）   | 決勝     | ○ 2 - 1 桐生中               | 優勝     |
| 1936年 （第13回大会） | 東邦商 （3年連続3回目）   | 2回戦    | ○ 8 - 7 和歌山中             | ベスト8  |
| 1936年 （第13回大会） | 東邦商 （3年連続3回目）   | 準々決勝 | ● 0 - 1 桐生中               | ベスト8  |
| 1937年 （第14回大会） | 中京商 （2年ぶり6回目）   | 2回戦    | ○ 4 - 0 慶応商工             | 準優勝   |
| 1937年 （第14回大会） | 中京商 （2年ぶり6回目）   | 準々決勝 | ○ 2 - 0 平安中               | 準優勝   |
| 1937年 （第14回大会） | 中京商 （2年ぶり6回目）   | 準決勝   | ○ 4 - 1 東邦商               | 準優勝   |
| 1937年 （第14回大会） | 中京商 （2年ぶり6回目）   | 決勝     | ● 0 - 2 浪華商               | 準優勝   |
| 1937年 （第14回大会） | 享栄商 （2年連続4回目）   | 2回戦    | ● 0 - 3 下関商               | 初戦敗退 |
| 1937年 （第14回大会） | 愛知商 （3年連続7回目）   | 1回戦    | ● 2 - 5 岐阜商               | 初戦敗退 |
| 1937年 （第14回大会） | 東邦商 （4年連続4回目）   | 1回戦    | ○ 8 - 4 丸亀商               | ベスト8  |
| 1937年 （第14回大会） | 東邦商 （4年連続4回目）   | 2回戦    | ○ 7 - 2 丸亀商               | ベスト8  |
| 1937年 （第14回大会） | 東邦商 （4年連続4回目）   | 準々決勝 | ○ 7 - 2 岐阜商               | ベスト8  |
| 1937年 （第14回大会） | 東邦商 （4年連続4回目）   | 準決勝   | ● 1 - 4 中京商               | ベスト8  |
| 1938年 （第15回大会） | 中京商 （2年連続7回目）   | 2回戦    | ○ 5 - 0 防府商               | 優勝     |
| 1938年 （第15回大会） | 中京商 （2年連続7回目）   | 準々決勝 | ○ 4 - 0 海草中               | 優勝     |
| 1938年 （第15回大会） | 中京商 （2年連続7回目）   | 準決勝   | ○ 2 - 0 海南中               | 優勝     |
| 1938年 （第15回大会） | 中京商 （2年連続7回目）   | 決勝     | ○ 1 - 4 東邦商               | 優勝     |
| 1938年 （第15回大会） | 東邦商 （5年連続5回目）   | 1回戦    | ○ 11 - 5 京阪商              | 準優勝   |
| 1938年 （第15回大会） | 東邦商 （5年連続5回目）   | 2回戦    | ○ 13 - 5 平安中              | 準優勝   |
| 1938年 （第15回大会） | 東邦商 （5年連続5回目）   | 準々決勝 | ○ 5 - 3 浪華商               | 準優勝   |
| 1938年 （第15回大会） | 東邦商 （5年連続5回目）   | 準決勝   | ○ 6 - 2 岐阜商               | 準優勝   |
| 1938年 （第15回大会） | 東邦商 （5年連続5回目）   | 決勝     | ● 0 - 1 中京商               | 準優勝   |
| 1939年 （第16回大会） | 中京商 （3年連続8回目）   | 1回戦    | ○ 7 - 2 海草中               | ベスト4  |
| 1939年 （第16回大会） | 中京商 （3年連続8回目）   | 2回戦    | ○ 6 - 3 徳島商               | ベスト4  |
| 1939年 （第16回大会） | 中京商 （3年連続8回目）   | 準々決勝 | ○ 4 - 1 小倉工               | ベスト4  |
| 1939年 （第16回大会） | 中京商 （3年連続8回目）   | 準決勝   | ● 5 - 6 岐阜商               | ベスト4  |
| 1939年 （第16回大会） | 東邦商 （6年連続6回目）   | 1回戦    | ○ 20 - 1 浪華商              | 優勝     |
| 1939年 （第16回大会） | 東邦商 （6年連続6回目）   | 2回戦    | ○ 13 - 0 海南中              | 優勝     |
| 1939年 （第16回大会） | 東邦商 （6年連続6回目）   | 準々決勝 | ○ 13 - 1 北神商              | 優勝     |
| 1939年 （第16回大会） | 東邦商 （6年連続6回目）   | 準決勝   | ○ 6 - 1 島田商               | 優勝     |
| 1939年 （第16回大会） | 東邦商 （6年連続6回目）   | 決勝     | ○ 7 - 2 岐阜商               | 優勝     |
| 1940年 （第17回大会） | 愛知商 （3年ぶり8回目）   | 1回戦    | ○ 1 - 0 桐生中               | 2回戦    |
| 1940年 （第17回大会） | 愛知商 （3年ぶり8回目）   | 2回戦    | ● 2 - 3 高松商               | 2回戦    |
| 1940年 （第17回大会） | 中京商 （4年連続9回目）   | 2回戦    | ● 1 - 6 京都商               | 初戦敗退 |
| 1940年 （第17回大会） | 東邦商 （7年連続7回目）   | 1回戦    | ○ 5 - 3 扇町商               | ベスト8  |
| 1940年 （第17回大会） | 東邦商 （7年連続7回目）   | 2回戦    | ○ 4 - 1 松本商               | ベスト8  |
| 1940年 （第17回大会） | 東邦商 （7年連続7回目）   | 準々決勝 | ○ 8 - 0 高松商               | ベスト8  |
| 1940年 （第17回大会） | 東邦商 （7年連続7回目）   | 準決勝   | ● 0 - 2 京都商               | ベスト8  |
| 1941年 （第18回大会） | 一宮中 （8年ぶり3回目）   | 1回戦    | ○ 8 - 0 大田中               | 準優勝   |
| 1941年 （第18回大会） | 一宮中 （8年ぶり3回目）   | 準々決勝 | ○ 3 - 0 日新商               | 準優勝   |
| 1941年 （第18回大会） | 一宮中 （8年ぶり3回目）   | 準決勝   | ○ 12 - 2 岐阜商              | 準優勝   |
| 1941年 （第18回大会） | 一宮中 （8年ぶり3回目）   | 決勝     | ● 2 - 5 東邦商               | 準優勝   |
| 1941年 （第18回大会） | 東邦商 （8年連続8回目）   | 1回戦    | ○ 2 - 1 海草中               | 優勝     |
| 1941年 （第18回大会） | 東邦商 （8年連続8回目）   | 準々決勝 | ○ 5 - 2 海南中               | 優勝     |
| 1941年 （第18回大会） | 東邦商 （8年連続8回目）   | 準決勝   | ○ 5 - 4 熊本工               | 優勝     |
| 1941年 （第18回大会） | 東邦商 （8年連続8回目）   | 決勝     | ○ 5 - 2 一宮中               | 優勝     |
| 1947年 （第19回大会） | 津島中 （初出場）         | 2回戦    | ○ 1 - 0 松江中               | ベスト8  |
| 1947年 （第19回大会） | 津島中 （初出場）         | 準々決勝 | ● 2 - 3 桐生中               | ベスト8  |
| 1947年 （第19回大会） | 享栄商 （10年ぶり5回目）  | 1回戦    | ○ 9 - 1 和歌山中             | ベスト8  |
| 1947年 （第19回大会） | 享栄商 （10年ぶり5回目）  | 2回戦    | ○ 3 - 1 慶応普通部           | ベスト8  |
| 1947年 （第19回大会） | 享栄商 （10年ぶり5回目）  | 準々決勝 | ● 2 - 5 徳島商               | ベスト8  |

### 選抜高等学校野球大会
| 開催年 （大会）       | 選出校                        | 試合結果 | 試合結果                        | 成績     |
| --------------------- | ----------------------------- | -------- | ------------------------------- | -------- |
| 1948年 （第20回大会） | 享栄商 （2年連続6回目）       | 1回戦    | ○ 4 - 3 徳島商                  | ベスト8  |
| 1948年 （第20回大会） | 享栄商 （2年連続6回目）       | 準々決勝 | ● 0 - 1 京都二商                | ベスト8  |
| 1949年 （第21回大会） | 岡崎 （初出場）               | 1回戦    | ● 0 - 4 大鉄                    | 初戦敗退 |
| 1950年 （第22回大会） | 瑞陵 （10年ぶり9回目）        | 1回戦    | ● 2 - 3 北野                    | 初戦敗退 |
| 1951年 （第23回大会） | 中京商 （11年ぶり10回目）     | 1回戦    | ○ 2 - 0 長良                    | ベスト8  |
| 1951年 （第23回大会） | 中京商 （11年ぶり10回目）     | 準々決勝 | ● 0 - 3 長崎西                  | ベスト8  |
| 1952年 （第24回大会） | 豊橋時習館 （初出場）         | 1回戦    | ● 0 - 1 桐生工                  | 初戦敗退 |
| 1953年 （第25回大会） | 中京商 （2年ぶり11回目）      | 1回戦    | ● 0 - 2 洲本                    | 初戦敗退 |
| 1953年 （第25回大会） | 豊橋時習館 （2年連続2回目）   | 1回戦    | ○ 3 - 1 市岡                    | ベスト8  |
| 1953年 （第25回大会） | 豊橋時習館 （2年連続2回目）   | 準々決勝 | ● 0 - 1 洲本                    | ベスト8  |
| 1954年 （第26回大会） | 中京商 （2年連続12回目）      | 1回戦    | ● 2 - 3 浪華商                  | 初戦敗退 |
| 1954年 （第26回大会） | 岡崎 （5年ぶり2回目）         | 1回戦    | ● 0 - 4 鳴門                    | 初戦敗退 |
| 1956年 （第28回大会） | 中京商 （2年ぶり13回目）      | 2回戦    | ○ 2x - 1 大津東 （延長10回）    | 優勝     |
| 1956年 （第28回大会） | 中京商 （2年ぶり13回目）      | 準々決勝 | ○ 3 - 2 桐生                    | 優勝     |
| 1956年 （第28回大会） | 中京商 （2年ぶり13回目）      | 準決勝   | ○ 6 - 0 芦屋                    | 優勝     |
| 1956年 （第28回大会） | 中京商 （2年ぶり13回目）      | 決勝     | ○ 4 - 0 岐阜商                  | 優勝     |
| 1957年 （第29回大会） | 愛知商 （3年ぶり10回目）      | 1回戦    | ● 0 - 3 高松商                  | 初戦敗退 |
| 1958年 （第30回大会） | 中京商 （2年ぶり14回目）      | 1回戦    | ○ 3 - 1 広陵                    | 準優勝   |
| 1958年 （第30回大会） | 中京商 （2年ぶり14回目）      | 2回戦    | ○ 7 - 0 兵庫工                  | 準優勝   |
| 1958年 （第30回大会） | 中京商 （2年ぶり14回目）      | 準々決勝 | ○ 5 - 1 福岡工                  | 準優勝   |
| 1958年 （第30回大会） | 中京商 （2年ぶり14回目）      | 準決勝   | ○ 2x - 1 明治 （延長12回）      | 準優勝   |
| 1958年 （第30回大会） | 中京商 （2年ぶり14回目）      | 決勝     | ● 1 - 7 済々黌                  | 準優勝   |
| 1959年 （第31回大会） | 中京商 （2年連続15回目）      | 2回戦    | ○ 5 - 2 平安                    | 優勝     |
| 1959年 （第31回大会） | 中京商 （2年連続15回目）      | 準々決勝 | ○ 3 - 0 松商学園                | 優勝     |
| 1959年 （第31回大会） | 中京商 （2年連続15回目）      | 準決勝   | ○ 2 - 1 県尼崎                  | 優勝     |
| 1959年 （第31回大会） | 中京商 （2年連続15回目）      | 決勝     | ○ 3 - 2 岐阜商                  | 優勝     |
| 1959年 （第31回大会） | 東邦 （18年ぶり9回目）        | 1回戦    | ○ 10 - 3 倉敷工                 | 2回戦    |
| 1959年 （第31回大会） | 東邦 （18年ぶり9回目）        | 2回戦    | ● 0 - 1 長崎南山                | 2回戦    |
| 1960年 （第32回大会） | 東邦 （2年連続10回目）        | 1回戦    | ○ 6 - 3 大鉄                    | 2回戦    |
| 1960年 （第32回大会） | 東邦 （2年連続10回目）        | 2回戦    | ● 3 - 5 慶応                    | 2回戦    |
| 1961年 （第33回大会） | 中京商 （2年ぶり16回目）      | 1回戦    | ● 1 - 2 小倉工                  | 初戦敗退 |
| 1961年 （第33回大会） | 東邦 （3年連続11回目）        | 1回戦    | ○ 2 - 0 下関商                  | ベスト8  |
| 1961年 （第33回大会） | 東邦 （3年連続11回目）        | 2回戦    | ○ 5 - 1 唐津実 （延長13回）     | ベスト8  |
| 1961年 （第33回大会） | 東邦 （3年連続11回目）        | 準々決勝 | ● 1 - 4 高松商                  | ベスト8  |
| 1962年 （第34回大会） | 中京商 （2年連続17回目）      | 2回戦    | ○ 3 - 0 出雲産                  | ベスト4  |
| 1962年 （第34回大会） | 中京商 （2年連続17回目）      | 準々決勝 | ○ 6 - 0 岐阜                    | ベスト4  |
| 1962年 （第34回大会） | 中京商 （2年連続17回目）      | 準決勝   | ● 0 - 1x 日大三                 | ベスト4  |
| 1963年 （第35回大会） | 享栄商 （15年ぶり7回目）      | 2回戦    | ○ 11 - 2 大曲農                 | ベスト8  |
| 1963年 （第35回大会） | 享栄商 （15年ぶり7回目）      | 準々決勝 | ● 1 - 5 北海                    | ベスト8  |
| 1963年 （第35回大会） | 東邦 （2年ぶり12回目）        | 1回戦    | ○ 11 - 2 宇都宮商               | ベスト8  |
| 1963年 （第35回大会） | 東邦 （2年ぶり12回目）        | 2回戦    | ○ 6 - 0 上尾                    | ベスト8  |
| 1963年 （第35回大会） | 東邦 （2年ぶり12回目）        | 準々決勝 | ● 4 - 6 市神港                  | ベスト8  |
| 1964年 （第36回大会） | 東邦 （2年連続13回目）        | 1回戦    | ● 0 - 1x 報徳学園               | 初戦敗退 |
| 1965年 （第37回大会） | 中京商 （3年ぶり18回目）      | 1回戦    | ○ 2 - 1 熊本工                  | 2回戦    |
| 1965年 （第37回大会） | 中京商 （3年ぶり18回目）      | 2回戦    | ● 2 - 6 市和歌山商              | 2回戦    |
| 1966年 （第38回大会） | 中京商 （2年連続19回目）      | 1回戦    | ○ 5 - 2 PL学園                  | 優勝     |
| 1966年 （第38回大会） | 中京商 （2年連続19回目）      | 2回戦    | ○ 6 - 5 高鍋                    | 優勝     |
| 1966年 （第38回大会） | 中京商 （2年連続19回目）      | 準々決勝 | ○ 11 - 2 米子東                 | 優勝     |
| 1966年 （第38回大会） | 中京商 （2年連続19回目）      | 準決勝   | ○ 5x - 4 宇部商 （延長15回）    | 優勝     |
| 1966年 （第38回大会） | 中京商 （2年連続19回目）      | 決勝     | ○ 1 - 0 土佐                    | 優勝     |
| 1967年 （第39回大会） | 愛知 （初出場）               | 1回戦    | ● 0 - 5 鎮西                    | 初戦敗退 |
| 1968年 （第40回大会） | 中京 （2年ぶり20回目）        | 1回戦    | ● 1 - 3 広陵                    | 初戦敗退 |
| 1968年 （第40回大会） | 名古屋電工 （初出場）         | 1回戦    | ○ 2 - 1 甲賀                    | ベスト8  |
| 1968年 （第40回大会） | 名古屋電工 （初出場）         | 2回戦    | ○ 2 - 0 高岡商                  | ベスト8  |
| 1968年 （第40回大会） | 名古屋電工 （初出場）         | 準々決勝 | ● 1 - 2 尾道商                  | ベスト8  |
| 1970年 （第42回大会） | 中京 （2年ぶり21回目）        | 1回戦    | ○ 1 - 0 西条                    | 2回戦    |
| 1970年 （第42回大会） | 中京 （2年ぶり21回目）        | 2回戦    | ● 2 - 4 鳴門                    | 2回戦    |
| 1971年 （第43回大会） | 東邦 （7年ぶり14回目）        | 1回戦    | ○ 2 - 1 平安                    | ベスト8  |
| 1971年 （第43回大会） | 東邦 （7年ぶり14回目）        | 2回戦    | ○ 12 - 4 報徳学園               | ベスト8  |
| 1971年 （第43回大会） | 東邦 （7年ぶり14回目）        | 準々決勝 | ● 1 - 2 木更津中央              | ベスト8  |
| 1972年 （第44回大会） | 成章 （初出場）               | 2回戦    | ● 3 - 5 諫早                    | 初戦敗退 |
| 1973年 （第45回大会） | 東邦 （2年ぶり15回目）        | 1回戦    | ○ 3 - 1 唐津商                  | ベスト8  |
| 1973年 （第45回大会） | 東邦 （2年ぶり15回目）        | 2回戦    | ○ 4 - 3 報徳学園                | ベスト8  |
| 1973年 （第45回大会） | 東邦 （2年ぶり15回目）        | 準々決勝 | ● 0 - 3 横浜                    | ベスト8  |
| 1974年 （第46回大会） | 岡崎工 （初出場）             | 1回戦    | ○ 1 - 0 浪商                    | 2回戦    |
| 1974年 （第46回大会） | 岡崎工 （初出場）             | 2回戦    | ● 2 - 4 平安                    | 2回戦    |
| 1974年 （第46回大会） | 中京 （4年ぶり22回目）        | 1回戦    | ● 0 - 4 滝川                    | 初戦敗退 |
| 1975年 （第47回大会） | 中京 （2年連続23回目）        | 1回戦    | ● 15 - 16 倉敷工                | 初戦敗退 |
| 1976年 （第48回大会） | 岡崎工 （2年ぶり2回目）       | 1回戦    | ○ 1 - 0 宇部工                  | 2回戦    |
| 1976年 （第48回大会） | 岡崎工 （2年ぶり2回目）       | 2回戦    | ● 3 - 4 智弁学園                | 2回戦    |
| 1977年 （第49回大会） | 名古屋電気 （9年ぶり2回目）   | 1回戦    | ● 0 - 1 箕島                    | 初戦敗退 |
| 1978年 （第50回大会） | 刈谷 （初出場）               | 1回戦    | ● 1 - 3 南陽工                  | 初戦敗退 |
| 1979年 （第51回大会） | 愛知 （12年ぶり2回目）        | 1回戦    | ● 1 - 6 浪商                    | 初戦敗退 |
| 1980年 （第52回大会） | 東邦 （7年ぶり16回目）        | 1回戦    | ● 1 - 5 九州学院                | 初戦敗退 |
| 1981年 （第53回大会） | 大府 （初出場）               | 1回戦    | ○ 5 - 3 報徳学園                | 2回戦    |
| 1981年 （第53回大会） | 大府 （初出場）               | 2回戦    | ● 0 - 4 御坊商工                | 2回戦    |
| 1982年 （第54回大会） | 中京 （7年ぶり24回目）        | 1回戦    | ○ 4 - 1 桜宮                    | ベスト4  |
| 1982年 （第54回大会） | 中京 （7年ぶり24回目）        | 2回戦    | ○ 1 - 0 大成                    | ベスト4  |
| 1982年 （第54回大会） | 中京 （7年ぶり24回目）        | 準々決勝 | ○ 5 - 3 尾道商                  | ベスト4  |
| 1982年 （第54回大会） | 中京 （7年ぶり24回目）        | 準決勝   | ● 1 - 3 二松学舎大付            | ベスト4  |
| 1982年 （第54回大会） | 愛知 （3年ぶり3回目）         | 2回戦    | ● 2 - 6 横浜商                  | 初戦敗退 |
| 1983年 （第55回大会） | 享栄 （20年ぶり8回目）        | 1回戦    | ○ 12 - 3 高砂南                 | ベスト8  |
| 1983年 （第55回大会） | 享栄 （20年ぶり8回目）        | 2回戦    | ○ 5 - 1 泉州                    | ベスト8  |
| 1983年 （第55回大会） | 享栄 （20年ぶり8回目）        | 準々決勝 | ● 1 - 2x 東海大一 （延長10回）  | ベスト8  |
| 1984年 （第56回大会） | 愛工大名電 （7年ぶり3回目）   | 1回戦    | ○ 8 - 5 丸亀商                  | ベスト8  |
| 1984年 （第56回大会） | 愛工大名電 （7年ぶり3回目）   | 2回戦    | ○ 7 - 6 佐賀商                  | ベスト8  |
| 1984年 （第56回大会） | 愛工大名電 （7年ぶり3回目）   | 準々決勝 | ● 2 - 3 都城                    | ベスト8  |
| 1984年 （第56回大会） | 愛知 （2年ぶり4回目）         | 1回戦    | ● 1 - 9 徳島商                  | 初戦敗退 |
| 1985年 （第57回大会） | 東邦 （5年ぶり17回目）        | 1回戦    | ● 1 - 2 西条                    | 初戦敗退 |
| 1986年 （第58回大会） | 東邦 （2年連続18回目）        | 1回戦    | ● 3 - 6 岡山南                  | 初戦敗退 |
| 1986年 （第58回大会） | 享栄 （3年ぶり9回目）         | 1回戦    | ● 0 - 1 新湊                    | 初戦敗退 |
| 1988年 （第60回大会） | 東邦 （2年ぶり19回目）        | 2回戦    | ○ 7 - 2 北陽                    | 準優勝   |
| 1988年 （第60回大会） | 東邦 （2年ぶり19回目）        | 3回戦    | ○ 1 - 0 西武台                  | 準優勝   |
| 1988年 （第60回大会） | 東邦 （2年ぶり19回目）        | 準々決勝 | ○ 10 - 4 津久見                 | 準優勝   |
| 1988年 （第60回大会） | 東邦 （2年ぶり19回目）        | 準決勝   | ○ 4 - 0 宇都宮学園              | 準優勝   |
| 1988年 （第60回大会） | 東邦 （2年ぶり19回目）        | 決勝     | ● 0 - 6 宇和島東                | 準優勝   |
| 1988年 （第60回大会） | 中京 （6年ぶり25回目）        | 2回戦    | ○ 7 - 2 高岡商                  | 3回戦    |
| 1988年 （第60回大会） | 中京 （6年ぶり25回目）        | 3回戦    | ● 1 - 2 宇部商                  | 3回戦    |
| 1989年 （第61回大会） | 東邦 （2年連続20回目）        | 1回戦    | ○ 6 - 0 別府羽室台              | 優勝     |
| 1989年 （第61回大会） | 東邦 （2年連続20回目）        | 2回戦    | ○ 3 - 0 報徳学園                | 優勝     |
| 1989年 （第61回大会） | 東邦 （2年連続20回目）        | 準々決勝 | ○ 3x - 1 近大付 （延長10回）    | 優勝     |
| 1989年 （第61回大会） | 東邦 （2年連続20回目）        | 準決勝   | ○ 4 - 2 京都西                  | 優勝     |
| 1989年 （第61回大会） | 東邦 （2年連続20回目）        | 決勝     | ○ 3x - 2 上宮 （延長10回）      | 優勝     |
| 1990年 （第62回大会） | 享栄 （4年ぶり10回目）        | 1回戦    | ○ 9 - 6 福井商 （延長12回）     | 2回戦    |
| 1990年 （第62回大会） | 享栄 （4年ぶり10回目）        | 2回戦    | ● 3 - 5 東海大甲府              | 2回戦    |
| 1991年 （第63回大会） | 東邦 （2年ぶり21回目）        | 1回戦    | ● 5 - 8 鹿児島実                | 初戦敗退 |
| 1991年 （第63回大会） | 愛工大名電 （7年ぶり4回目）   | 1回戦    | ● 2 - 3 松商学園                | 初戦敗退 |
| 1993年 （第65回大会） | 大府 （12年ぶり2回目）        | 2回戦    | ● 2 - 3 駒大岩見沢              | 初戦敗退 |
| 1994年 （第66回大会） | 大府 （2年連続3回目）         | 1回戦    | ● 3 - 10 横浜                   | 初戦敗退 |
| 1995年 （第67回大会） | 大府 （3年連続4回目）         | 1回戦    | ○ 5 - 3 城北                    | 2回戦    |
| 1995年 （第67回大会） | 大府 （3年連続4回目）         | 2回戦    | ● 3 - 4 神港学園                | 2回戦    |
| 1996年 （第68回大会） | 東邦 （5年ぶり22回目）        | 1回戦    | ○ 9 - 8 拓大紅陵                | 2回戦    |
| 1996年 （第68回大会） | 東邦 （5年ぶり22回目）        | 2回戦    | ● 3 - 4 宇都宮工                | 2回戦    |
| 1997年 （第69回大会） | 中京大中京 （9年ぶり26回目）  | 1回戦    | ○ 6 - 3 日高中津                | 準優勝   |
| 1997年 （第69回大会） | 中京大中京 （9年ぶり26回目）  | 2回戦    | ○ 10 - 2 岡山南                 | 準優勝   |
| 1997年 （第69回大会） | 中京大中京 （9年ぶり26回目）  | 準々決勝 | ○ 4 - 2 春日部共栄              | 準優勝   |
| 1997年 （第69回大会） | 中京大中京 （9年ぶり26回目）  | 準決勝   | ○ 5 - 1 報徳学園                | 準優勝   |
| 1997年 （第69回大会） | 中京大中京 （9年ぶり26回目）  | 決勝     | ● 1 - 4 天理                    | 準優勝   |
| 1998年 （第70回大会） | 豊田西 （初出場）             | 1回戦    | ○ 5 - 0 新発田農                | 3回戦    |
| 1998年 （第70回大会） | 豊田西 （初出場）             | 2回戦    | ○ 3 - 2 光星学院                | 3回戦    |
| 1998年 （第70回大会） | 豊田西 （初出場）             | 3回戦    | ● 2 - 4 日大藤沢                | 3回戦    |
| 1999年 （第71回大会） | 東邦 （3年ぶり23回目）        | 1回戦    | ● 1 - 5 平安                    | 初戦敗退 |
| 2000年 （第72回大会） | 享栄 （10年ぶり11回目）       | 1回戦    | ● 0 - 8 九州学院                | 初戦敗退 |
| 2000年 （第72回大会） | 愛産大三河 （初出場）         | 1回戦    | ● 3 - 5 作新学院                | 初戦敗退 |
| 2001年 （第73回大会） | 東邦 （2年ぶり24回目）        | 1回戦    | ● 2 - 6 東海大四                | 初戦敗退 |
| 2002年 （第74回大会） | 中京大中京 （5年ぶり27回目）  | 1回戦    | ● 0 - 4 広陵                    | 初戦敗退 |
| 2002年 （第74回大会） | 愛工大名電 （11年ぶり5回目）  | 1回戦    | ● 1 - 2 新湊                    | 初戦敗退 |
| 2003年 （第75回大会） | 愛工大名電 （2年連続6回目）   | 2回戦    | ○ 1 - 0 国士舘                  | 3回戦    |
| 2003年 （第75回大会） | 愛工大名電 （2年連続6回目）   | 3回戦    | ● 0 - 4 近江                    | 3回戦    |
| 2003年 （第75回大会） | 東邦 （2年ぶり25回目）        | 2回戦    | ● 5 - 6 智弁和歌山 （延長10回） | 初戦敗退 |
| 2004年 （第76回大会） | 愛工大名電 （3年連続7回目）   | 1回戦    | ○ 5 - 4 立命館宇治              | 準優勝   |
| 2004年 （第76回大会） | 愛工大名電 （3年連続7回目）   | 2回戦    | ○ 9 - 2 岡山城東                | 準優勝   |
| 2004年 （第76回大会） | 愛工大名電 （3年連続7回目）   | 準々決勝 | ○ 7 - 1 秋田商                  | 準優勝   |
| 2004年 （第76回大会） | 愛工大名電 （3年連続7回目）   | 準決勝   | ○ 3 - 2 社                      | 準優勝   |
| 2004年 （第76回大会） | 愛工大名電 （3年連続7回目）   | 決勝     | ● 5 - 6 済美                    | 準優勝   |
| 2004年 （第76回大会） | 東邦 （2年連続26回目）        | 1回戦    | ○ 9 - 1 広陵                    | 2回戦    |
| 2004年 （第76回大会） | 東邦 （2年連続26回目）        | 2回戦    | ● 0 - 1 済美                    | 2回戦    |
| 2005年 （第77回大会） | 愛工大名電 （4年連続8回目）   | 1回戦    | ○ 2 - 0 大産大付                | 優勝     |
| 2005年 （第77回大会） | 愛工大名電 （4年連続8回目）   | 2回戦    | ○ 2 - 0 宇部商                  | 優勝     |
| 2005年 （第77回大会） | 愛工大名電 （4年連続8回目）   | 準々決勝 | ○ 5 - 2 天理                    | 優勝     |
| 2005年 （第77回大会） | 愛工大名電 （4年連続8回目）   | 準決勝   | ○ 8 - 6 神戸国際大付            | 優勝     |
| 2005年 （第77回大会） | 愛工大名電 （4年連続8回目）   | 決勝     | ○ 9 - 2 神村学園                | 優勝     |
| 2005年 （第77回大会） | 東邦 （3年連続27回目）        | 1回戦    | ○ 1x - 0 育英 （延長10回）      | ベスト8  |
| 2005年 （第77回大会） | 東邦 （3年連続27回目）        | 2回戦    | ○ 7 - 3 東海大相模              | ベスト8  |
| 2005年 （第77回大会） | 東邦 （3年連続27回目）        | 準々決勝 | ● 1 - 5 羽黒                    | ベスト8  |
| 2006年 （第78回大会） | 愛知啓成 （初出場）           | 1回戦    | ○ 4x - 3 金沢桜丘               | 2回戦    |
| 2006年 （第78回大会） | 愛知啓成 （初出場）           | 2回戦    | ● 0 - 1 PL学園                  | 2回戦    |
| 2008年 （第80回大会） | 中京大中京 （6年ぶり28回目）  | 2回戦    | ● 2 - 3x 明徳義塾 （延長10回）  | 初戦敗退 |
| 2008年 （第80回大会） | 成章 （36年ぶり2回目）        | 1回戦    | ○ 3 - 2 駒大岩見沢              | 2回戦    |
| 2008年 （第80回大会） | 成章 （36年ぶり2回目）        | 2回戦    | ● 2 - 3 平安                    | 2回戦    |
| 2009年 （第81回大会） | 中京大中京 （2年連続29回目）  | 1回戦    | ○ 5 - 1 神村学園                | ベスト8  |
| 2009年 （第81回大会） | 中京大中京 （2年連続29回目）  | 2回戦    | ○ 6 - 5 倉敷工                  | ベスト8  |
| 2009年 （第81回大会） | 中京大中京 （2年連続29回目）  | 準々決勝 | ● 5 - 6 報徳学園                | ベスト8  |
| 2010年 （第82回大会） | 中京大中京 （3年連続30回目）  | 1回戦    | ○ 5 - 4 盛岡大付                | ベスト8  |
| 2010年 （第82回大会） | 中京大中京 （3年連続30回目）  | 2回戦    | ○ 2 - 1 神港学園                | ベスト8  |
| 2010年 （第82回大会） | 中京大中京 （3年連続30回目）  | 準々決勝 | ● 1 - 5 広陵                    | ベスト8  |
| 2012年 （第84回大会） | 愛工大名電 （7年ぶり9回目）   | 1回戦    | ○ 8 - 0 宮﨑西                  | ベスト8  |
| 2012年 （第84回大会） | 愛工大名電 （7年ぶり9回目）   | 2回戦    | ○ 9 - 2 履正社                  | ベスト8  |
| 2012年 （第84回大会） | 愛工大名電 （7年ぶり9回目）   | 準々決勝 | ● 2 - 5 光星学院                | ベスト8  |
| 2014年 （第86回大会） | 豊川 （初出場）               | 1回戦    | ○ 4x - 3 日本文理 （延長13回）  | ベスト4  |
| 2014年 （第86回大会） | 豊川 （初出場）               | 2回戦    | ○ 4 - 1 池田                    | ベスト4  |
| 2014年 （第86回大会） | 豊川 （初出場）               | 準々決勝 | ○ 6 - 2 沖縄尚学                | ベスト4  |
| 2014年 （第86回大会） | 豊川 （初出場）               | 準決勝   | ● 7 - 12 履正社 （延長10回）    | ベスト4  |
| 2015年 （第87回大会） | 豊橋工 （初出場）             | 1回戦    | ● 0 - 3 東海大四                | 初戦敗退 |
| 2016年 （第88回大会） | 東邦 （11年ぶり28回目）       | 1回戦    | ○ 6 - 0 関東第一                | 2回戦    |
| 2016年 （第88回大会） | 東邦 （11年ぶり28回目）       | 2回戦    | ● 0 - 3 明石商                  | 2回戦    |
| 2017年 （第89回大会） | 至学館 （初出場）             | 1回戦    | ● 5 - 6 呉 （延長12回）         | 初戦敗退 |
| 2018年 （第90回大会） | 東邦 （2年ぶり29回目）        | 2回戦    | ● 3 - 5 花巻東                  | 初戦敗退 |
| 2019年 （第91回大会） | 東邦 （2年連続30回目）        | 1回戦    | ○ 3 - 1 富岡西                  | 優勝     |
| 2019年 （第91回大会） | 東邦 （2年連続30回目）        | 2回戦    | ○ 12 - 2 広陵                   | 優勝     |
| 2019年 （第91回大会） | 東邦 （2年連続30回目）        | 準々決勝 | ○ 7 - 2 筑陽学園                | 優勝     |
| 2019年 （第91回大会） | 東邦 （2年連続30回目）        | 準決勝   | ○ 4 - 2 明石商                  | 優勝     |
| 2019年 （第91回大会） | 東邦 （2年連続30回目）        | 決勝     | ○ 6 - 0 習志野                  | 優勝     |
| 2020年 （第92回大会） | 中京大中京 （10年ぶり31回目） | （中止） | （中止）                        | 交流試合 |
| 2021年 （第93回大会） | 中京大中京 （2年連続32回目）  | 1回戦    | ○ 2 - 0 専大松戸                | ベスト4  |
| 2021年 （第93回大会） | 中京大中京 （2年連続32回目）  | 2回戦    | ○ 15 - 5 常総学院               | ベスト4  |
| 2021年 （第93回大会） | 中京大中京 （2年連続32回目）  | 準々決勝 | ○ 6 - 0 東海大菅生              | ベスト4  |
| 2021年 （第93回大会） | 中京大中京 （2年連続32回目）  | 準決勝   | ● 4 - 5 明豊                    | ベスト4  |
| 2023年 （第95回大会） | 東邦 （4年ぶり31回目）        | 1回戦    | 〇 6 - 3 鳥取城北               | 3回戦    |
| 2023年 （第95回大会） | 東邦 （4年ぶり31回目）        | 2回戦    | 〇 6 - 3 髙松商                 | 3回戦    |
| 2023年 （第95回大会） | 東邦 （4年ぶり31回目）        | 3回戦    | ● 4 - 5x 報徳学園（延長10回）TB | 3回戦    |
| 2024年 （第96回大会） | 豊川 （10年ぶり2回目）        | 1回戦    | ● 4 - 11 阿南光                 | 初戦敗退 |
| 2024年 （第96回大会） | 愛工大名電 （12年ぶり10回目） | 1回戦    | ● 2 - 3x 報徳学園（延長10回TB） | 初戦敗退 |
| 2025年 （第97回大会） | 至学館（8年ぶり2回目）        | 1回戦    | ● 0 - 8 エナジックスポーツ      | 初戦敗退 |

## 通算成績
| 出場 | 試合 | 勝利 | 敗戦 | 引分 | 勝率 | 優勝 | 準優勝 | ベスト4 | ベスト8 |
| ---- | ---- | ---- | ---- | ---- | ---- | ---- | ------ | ------- | ------- |
| 127  | 294  | 176  | 115  | 3    | .605 | 11   | 8      | 15      | 22      |

## 学校別成績
| 校名       | 出場 | 勝敗     | 直近出場 | 最高成績 | 前身校                 |
| ---------- | ---- | -------- | -------- | -------- | ---------------------- |
| 中京大中京 | 32回 | 58勝27敗 | 2021年   | 優勝4回  | 中京商、中京           |
| 東邦       | 31回 | 58勝26敗 | 2023年   | 優勝5回  | 東邦商                 |
| 愛工大名電 | 10回 | 16勝9敗  | 2024年   | 優勝1回  | 名古屋電工、名古屋電気 |
| 享栄       | 11回 | 12勝11敗 | 2000年   | ベスト4  | 享栄商                 |
| 愛知商     | 10回 | 10勝9敗  | 1957年   | 優勝1回  | 瑞陵                   |
| 旭丘       | 4回  | 5勝4敗   | 1929年   | ベスト4  | 愛知一中               |
| 大府       | 4回  | 2勝4敗   | 1995年   | 2回戦    |                        |
| 愛知       | 4回  | 0勝4敗   | 1984年   | 初戦敗退 |                        |
| 一宮       | 3回  | 4勝3敗   | 1941年   | 準優勝   | 一宮中                 |
| 岡崎工科   | 2回  | 2勝2敗   | 1976年   | 2回戦    | 岡崎工                 |
| 時習館     | 2回  | 1勝2敗   | 1953年   | ベスト8  | 豊橋時習館             |
| 成章       | 2回  | 1勝2敗   | 2008年   | 2回戦    |                        |
| 岡崎       | 2回  | 0勝2敗   | 1954年   | 初戦敗退 |                        |
| 至学館     | 2回  | 0勝2敗   | 2025年   | 初戦敗退 |                        |
| 豊川       | 2回  | 3勝2敗   | 2024年   | ベスト4  |                        |
| 豊田西     | 1回  | 2勝1敗   | 1998年   | 3回戦    |                        |
| 津島       | 1回  | 1勝1敗   | 1947年   | ベスト8  | 津島中                 |
| 愛知啓成   | 1回  | 1勝1敗   | 2006年   | 2回戦    |                        |
| 刈谷       | 1回  | 0勝1敗   | 1978年   | 初戦敗退 |                        |
| 愛産大三河 | 1回  | 0勝1敗   | 2000年   | 初戦敗退 |                        |
| 豊橋工科   | 1回  | 0勝1敗   | 2015年   | 初戦敗退 | 豊橋工                 |